# Anamastigona bilselii
Anamastigona bilselii är en mångfotingart som först beskrevs av Karl Wilhelm Verhoeff 1940.  Anamastigona bilselii ingår i släktet Anamastigona och familjen Anthroleucosomatidae. Inga underarter finns listade i Catalogue of Life.